# Saint-Aubin-en-Bray
Saint-Aubin-en-Bray là một xã ở tỉnh Oise Hauts-de-France phía bắc Pháp. Xã Saint-Aubin-en-Bray nằm ở khu vực có độ cao trung bình 135 mét trên mực nước biển.